# Maurice Scève

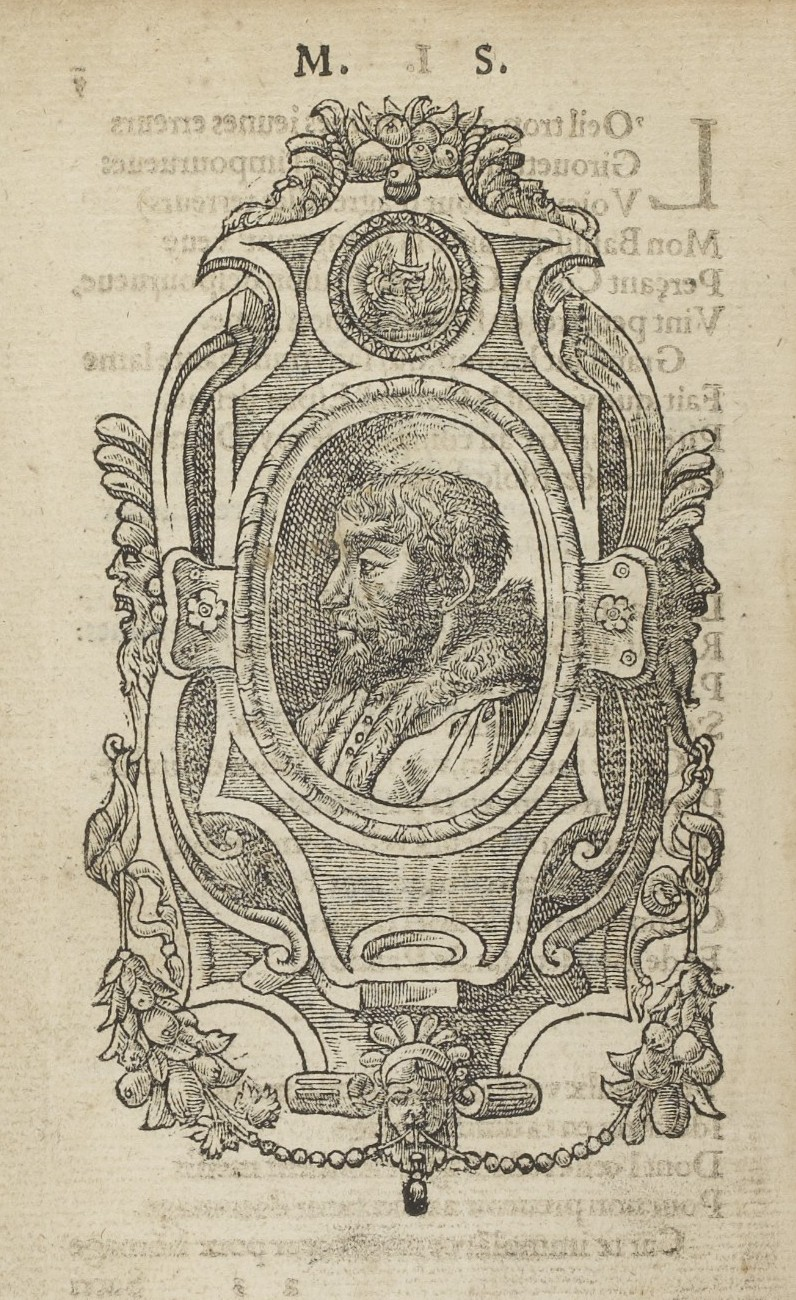
Retrato de Maurice Scève en las páginas preliminares de Délie object de plus haulte vertu, Lyon, 1544

Maurice Scève, (1500-1564) poeta francés, es considerado el fundador de la llamada Escuela Lionesa de poesía. Nunca puso su nombre a las obras que publicó, pero se tiene la certeza de que eran suyas.

## Vida
Nació en una familia acomodada de Lyon en 1500 y murió alrededor de 1560. Es posible que se doctorara en Derecho. En 1530 viaja a la ciudad de Aviñón y participa en la búsqueda de la tumba de la mítica Laura a la que cantara Petrarca, que había muerto en esa ciudad por una epidemia de peste.
En 1536 el poeta francés Clément Marot, que entonces se hallaba exiliado en Ferrara bajo la sospecha de protestantismo inicia la moda de los blasones (poemas elogiando y glosando partes del cuerpo), idea que tuvo gran seguimiento entre los poetas lioneses y que hizo que se convocara incluso un concurso. Maurice Scève participó con cinco de estos blasones y ganó con el Blasón de la ceja un premio que le fue entregado por Rénée de Francia, Duquesa de Ferrara. Scève encabeza un grupo de literatos de la ciudad de Lyon que tratan de conciliar una filosofía hermética con el espíritu de Platón, pero también forma parte de las fuerzas vivas de la ciudad y es uno de los organizadores de las fiestas que se organizan en honor del rey Francisco I con ocasión de su visita a la ciudad de Lyon. Era un humanista apasionado, que se interesó especialmente por la Italia renacentista. 
Al igual que Louise Labé, a la que se suele unir dentro de lo que se llama la Escuela Lionesa fue imitador de Petrarca. Su obra más conocida es Delia, objeto de la más alta virtud (Délie, objet de plus haute vertu) publicada en 1544, obra que dedica a la también poetisa Pernette du Guillet a la que conoció en 1536, que fue discípula suya y de la que se enamoró, pero que tuvo que dejar cuando ésta se casó en 1538. Pernette du Guillet, además, murió muy joven (en 1545). Scève le dedicó unas Rimas a su muerte. 
Delia es un poema largo de estilo petrarquista en el que el autor canta con un lenguaje deliberadamente ambiguo y sugerente, utilizando elipsis y alusiones no muy claras la ausencia y la imposibilidad del amor.
En 1548 es nombrado poeta oficial y volvió a organizar un fasto real, esta vez en honor del rey Enrique II, que visitó Lyon ese mismo año. 
Junto a otros poetas, entre los que destaca Olivier de Magny, Scève participa en la obra colectiva Escritos de diversos poetas en loor de Louise Labé, lionesa
Lo único que se conoce del final de su vida es su última obra, Microcosmos, un poema cosmológico que se publica en Lyon en 1562. Este complejo poema dividido en tres libros, cada uno de los cuales consta de mil versos y se cierra con un terceto.
En Microcosmos Scève hace un canto a la obra del hombre en el curso de la historia, poniendo el acento en uno de los temas favoritos de los renacentista, la dignidad del hombre, y es testimonio de una época en la que Dios deja paso al hombre. 

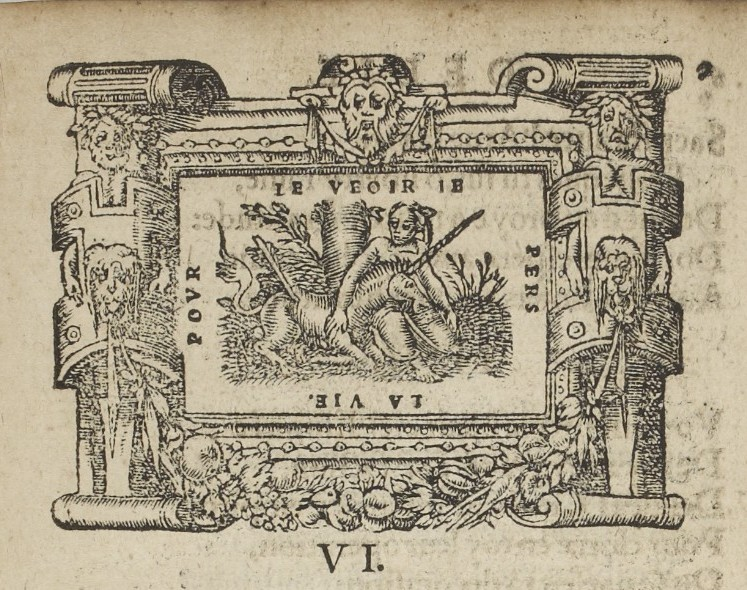
Caza del unicornio en el regazo de una virgen. Ilustración de Délie object de plus haulte vertu, Lyon, 1544.

## Obras
- El deplorable final de Fiammetta (La déplorable fin de Flamete), 1535 traducción de la novela española de Juan de Flores Breve tractado de Grimalte y Gradissa, que a su vez es una continuación de la Fiammetta de Boccaccio.
- Arión. Égloga sobre la muerte de Monseñor el Delfín (Arion. Églogue sur le trespas de Monseigneur le Dauphin), 1536.
- Delia, objeto de la más alta virtud (Délie, objet de plus haute vertu), 1544.
- Rimas para la gentil y virtuosa dama Pernete Du Guillet (Rymes de gentile et vertueuse dame Pernette Du Guillet), 1545.
- Saulsaye, 1547.
- Microcosmos (Microcosme), 1562.

- Datos: Q250321
- Multimedia: Maurice Scève / Q250321